# برگ‌شپش‌واران
برگ‌شپش‌واران (نام علمی: Psylloidea) نام یک بالاخانواده از زیرراسته سینه‌بینیان است.